# Brivet
Le Brivet [bʁivɛ] est une rivière de la Loire-Atlantique, dernier affluent de la Loire, en rive droite, traversant les marais de Grande Brière.

## Géographie
La longueur de son cours d'eau est de 33,8 km. Le Brivet traverse le Sillon de Bretagne par une entaille profonde, à Pontchâteau, et se déverse dans les Marais de Grande Brière, pour déboucher dans l'estuaire de la Loire.

### Le Haut Brivet
Sa source n'est pas connue : le Haut Brivet apparaît dans les prés humides et drainés du petit bassin sédimentaire de Saint-Gildas-des-Bois - Campbon. Selon Léon Maître « Il n'est pas facile de saisir le Haut-Brivet quand on remonte vers la source ; on se perd au milieu d'une immense cuvette de 1 500 hectares qui est bornée au nord parles versants boisés de Saint-Gildas-des-Bois et de Grâces, au sud par la croupe de Cambon, à l'ouest par les plateaux de Drefféac et Missillac. (...) Sa source est mystérieuse et discutée comme celle du Nil. Son origine probable est à la Mer-de-l'Isle [en Sainte-Anne-sur-Brivet], petit lac situé à la pointe méridionale des marais de Saint-Gildas, qui reçoit les eaux de trois ruisseaux venant de Quilly, de Bouvron et de Cambon, et des canaux de Drefféac. D'abord le Haut Brivet coule sur une longueur de huit kilomètres entre des rives marécageuses qui se rapprochent de plus en plus jusqu'à une gorge que domine Pontchâteau ».
La consultation de la carte IGN au 1/25 000e montre que le Brivet commence à exister sous ce nom, en tant que rivière, légèrement au nord-ouest du hameau de My, en Sainte-Anne-sur-Brivet. À cet endroit, on le voit déjà large aux allures de canal. C'est que ses eaux proviennent de plus haut et ont été rassemblées en ce point par un réseau de canaux rayonnants et rectilignes traçant leur éventail au cœur d'un espace situé entre Drefféac, Saint-Gildas-des-Bois et Sainte-Anne-sur-Brivet. Lequel de ces canaux, celui de la Curée, celui de la Fleur, ou encore le canal Joseph, peut être considéré comme le "père" du Brivet ? La réponse n'est pour l'instant pas connue, mais ils sont surement tous à l'origine du cours d'eau. Donc le Brivet serait l'une de ces peu nombreuses rivières de France qui n'ont pas une source, mais des dizaines.

### Le Bas Brivet
Le Brivet « pénètre ensuite dans les marais (...) qu'elle traverse sur une longueur de 14 kilomètres jusqu'à l'écluse de Rozet [ou Rozé, entre Saint-Joachim et Saint-Malo-de-Guersac. Sur ce parcours, les sites sont très variés, ils changent à chaque détour des capricieux méandres que [la rivière] décrit entre les îlots rocheux des territoires de Besné et de Crossac » écrit Léon Maître en 1897.
Dans un passé lointain, le Brivet décrivait en Brière de nombreux bras et détours, qui portaient ses eaux jusqu'aux rives de Saint-Lyphard et de Saint-André-des-Eaux, recevant aussi les eaux des ruisseaux venant d'Herbignac, de Missillac et de La Chapelle-des-Marais et se déversait dans la Loire et l'Océan par plusieurs embouchures. Les vases, les sables, la tourbe (due à la décomposition des sphaignes qui ont proliféré depuis le début de l'ère quaternaire à partir du moment où la région n'a plus été envahie par l'eau de mer), les alluvions et les aménagements effectués par les hommes ont considérablement modifié et rectifié son cours.

### L'étier de Méan
Méan est désormais un quartier de Saint-Nazaire.
« En approchant de son embouchure, à 8 kilomètres de la Loire, [le Brivet] prend le nom d'étier parce qu'alors ses eaux saumâtres se mêlent aux marées et aux égouts des marais et des prairies. Le Brivet devient alors l'émissaire de tous les canaux de dessèchement de la Grande Brière mottière qu'il côtoie » écrit encore Léon Maître.

## Histoire

### Préhistoire et Antiquité
Les berges de cette rivière ont été habitées depuis la Préhistoire, comme en témoignent les nombreuses découvertes de barques et d'outils du Néolithique dans la vase vers Sainte-Anne-sur-Brivet ou vers son embouchure actuelle situé à la limite des communes de Saint-Nazaire et Montoir-de-Bretagne.
Ses anciennes divagations obstruées ont créé un port naturel de mouillage à Penhoët, actuel quartier de Saint-Nazaire, qui a été fréquenté de l'âge du Bronze à l'époque gallo-romaine, et dans lequel certains auteurs ont voulu voir Brivates Portus, nommé par les auteurs antiques, d'après les découvertes archéologiques faites au moment de la construction du port de Saint Nazaire et des extensions des Chantiers de l'Atlantique.
Lors de travaux importants de curage du Brivet, de nombreuses barques monoxyles ou en planches ajustées ont été découvertes dans les années 1980 - 1990, confirmant par là les découvertes antérieures, la plus ancienne datant de 1430 ans av. J.-C.,

### Époque contemporaine
Les forges de Trignac sont implantées en 1879 dans une boucle du Brivet, le processus de fabrication de la fonte et de l'acier nécessitant de grandes quantités d'eau. Leur exploitation prend fin en 1943.
Léon Maître écrit en 1897 que « la navigation [sur] le Haut-Brivet a peu d'importance : elle sert uniquement aux transports des récoltes des marais ». Par contre « entre Pontchâteau et la Loire le mouvement était considérable ; les tourbes, les matériaux de construction, les vins et les denrées que consomment Pontchâteau et ses environs avant le chemin de fer, venaient toujours par le Bas-Brivet ; les bois descendaient aussi par la même voie ».